# Aulacodes cyclozonalis
Aulacodes cyclozonalis là một loài bướm đêm trong họ Crambidae.